# Sebekinói járás

A Sebekinói járás a Belgorodi területen

A Sebekinói járás (oroszul Шебекинский район) Oroszország egyik járása a Belgorodi területen. Székhelye Sebekino.

## Népesség
- 1989-ben 44 668 lakosa volt.
- 2002-ben 47 345 lakosa volt.
- 2010-ben 47 889 lakosa volt.